# Главы Миасса
Список глав города Миасс XX—XXI веках.

## Главы округа
| №     | Фотография       | Глава городского округа (годы жизни)        | Период руководства | Период руководства | Партийная принадлежность                  | №                                         | Глава администрации городского округа (годы жизни) | Период руководства | Период руководства |
| №     | Фотография       | Глава городского округа (годы жизни)        | Начало             | Окончание          | Партийная принадлежность                  | №                                         | Глава администрации городского округа (годы жизни) | Начало             | Окончание          |
| ----- | ---------------- | ------------------------------------------- | ------------------ | ------------------ | ----------------------------------------- | ----------------------------------------- | -------------------------------------------------- | ------------------ | ------------------ |
| 1     |                  | Григориади Владимир Стиллианович(род. 1949) | ноябрь 1991        | декабрь 1993       |                                           |                                           |                                                    |                    |                    |
| 2     |                  | Вертипрахов Валентин Михайлович(род. 1955)  | 1993               | 1995               |                                           |                                           |                                                    |                    |                    |
| 3     |                  | Войнов Игорь Вячеславович(род. 1950)        | 1995               | 1996               |                                           |                                           |                                                    |                    |                    |
| 4     |                  | Жмаев Михаил Юрьевич(род. 1956)             | декабрь 1996       | декабрь 2000       |                                           |                                           |                                                    |                    |                    |
| 5     |                  | Григориади Владимир Стиллианович(род. 1949) | декабрь 2000       | 12 мая 2004        |                                           |                                           |                                                    |                    |                    |
| и. о. |                  | Серко Ирина Аркадьевна(род. 1958)           | май 2004           | июнь 2005          |                                           |                                           |                                                    |                    |                    |
| и. о. |                  | Серко Ирина Аркадьевна(род. 1958)           | май 2004           | июнь 2005          | Ардабьевский Виктор Георгиевич(1952—2020) | июль 2005                                 | 23 марта 2010                                      |                    |                    |
| 6     |                  | Бирюков Иван Александрович(род. 1949)       | 17 июня 2005       | 23 марта 2010      | Ардабьевский Виктор Георгиевич(1952—2020) | июль 2005                                 | 23 марта 2010                                      | Единая Россия      |                    |
| 7     |                  | Войнов Игорь Вячеславович(род. 1950)        | 23 марта 2010      | 22 сентября 2015   | Единая Россия                             | и. о.                                     | Портной Сергей Срульевич                           | 23 марта 2010      | 15 июля 2010       |
| 7     |                  | Войнов Игорь Вячеславович(род. 1950)        | 23 марта 2010      | 22 сентября 2015   | Единая Россия                             | Любимов Александр Рудольфович             | 15 июля 2010                                       | 24 июня 2011       |                    |
| 7     | и. о.            | Войнов Игорь Вячеславович(род. 1950)        | 23 марта 2010      | 22 сентября 2015   | Единая Россия                             | Спицын Олег Юрьевич                       | 24 июня 2011                                       | 6 июля 2011        |                    |
| 7     |                  | Войнов Игорь Вячеславович(род. 1950)        | 23 марта 2010      | 22 сентября 2015   | Единая Россия                             | Любимов Александр Рудольфович             | 6 июля 2011                                        | 19 сентября 2011   |                    |
| 7     |                  | Войнов Игорь Вячеславович(род. 1950)        | 23 марта 2010      | 22 сентября 2015   | Единая Россия                             | Степовик Евгений Анатольевич(род. 1981)   | 19 сентября 2011                                   | 6 июля 2012        |                    |
| 7     |                  | Войнов Игорь Вячеславович(род. 1950)        | 23 марта 2010      | 22 сентября 2015   | Единая Россия                             | Ардабьевский Виктор Георгиевич(1952—2020) | 6 июля 2012                                        | 30 сентября 2013   |                    |
| 7     | и. о.            | Войнов Игорь Вячеславович(род. 1950)        | 23 марта 2010      | 22 сентября 2015   | Единая Россия                             | Кроткова Ольга Николаевна                 | 30 сентября 2013                                   | 18 октября 2013    |                    |
| 7     |                  | Войнов Игорь Вячеславович(род. 1950)        | 23 марта 2010      | 22 сентября 2015   | Единая Россия                             | Третьяков Станислав Валерьевич            | 18 октября 2013                                    | 22 сентября 2015   |                    |
| и. о. |                  | Васьков Геннадий Анатольевич (род. 1965)    | 22 сентября 2015   | 27 ноября 2015     | Единая Россия                             |                                           |                                                    |                    |                    |
| 8     | 27 ноября 2015   | Васьков Геннадий Анатольевич (род. 1965)    | 15 мая 2018        |                    | Единая Россия                             |                                           |                                                    |                    |                    |
| и. о. |                  | Тонких Григорий Михайлович (род. 1973)      | 15 мая 2018        | 28 сентября 2018   | независимый                               |                                           |                                                    |                    |                    |
| 9     | 28 сентября 2018 | Тонких Григорий Михайлович (род. 1973)      | 3 марта 2023       |                    | независимый                               |                                           |                                                    |                    |                    |
| и. о. |                  | Проскурин Дмитрий Георгиевич (род. 1977)    | 3 марта 2023       | 17 мая 2023        | Единая Россия                             |                                           |                                                    |                    |                    |
| 10    |                  | Ковальчук Егор Викторович (род. 1973)       | 17 мая 2023        | 4 июля 2024        | Единая Россия                             |                                           |                                                    |                    |                    |
| и. о. |                  | Буданов Олег Геннадьевич (род. 1981)        | 4 июля 2024        | н.в.               |                                           |                                           |                                                    |                    |                    |

## 1-й секретарь горкома КПСС
- Шувалов (1943—1946)
- Федорович, Иван Титович (1946—1948)
- Шарков, Анатолий Михайлович (1949—1951)
- Палашкевич, Алексей Павлович (1952—1957)
- Трифонов, Николай Петрович (1958—1961)
- Старицкий, Владимир Маркович (1961—1968)
- Богачёв, Николай Васильевич (1968—1981)
- Швырёв, Николай Дмитриевич (1982—1984)
- Борисов, Александр Петрович (1984—1989)
- Ярошенко, Юрий Васильевич (1989—1990)
- Гончаров, Александр Германович (1990—1991)

## Председатель горисполкома
- Шатохин, Александр Семёнович (1944—1952)
- Пивоваров, Пётр Иванович (1952—1956)
- Никитин, Александр Иванович (1956—1963)
- Богачёв, Николай Васильевич (декабрь 1963 — апрель 1968)
- Ефимов, Анатолий Петрович (1968—1980)
- Кадочников, Пётр Иванович (1980—1990?)
- Мелкишев, Александр Леонидович (?—1990)
- Григориади, Владимир Стиллианович (1990 — ноябрь 1991)

### Председатель горсовета
- Ярошенко, Юрий Васильевич (1990—1991)
- Жмаев, Михаил Юрьевич (1991—1993)